# Kuba Wojewódzki
Kuba Wojewódzki (nacido el 2 de agosto de 1963 en Koszalin), cuyo nombre completo es Jakub Władysław Wojewódzki es un periodista polaco especializado en música, televisión y radio, así como publicista, celebridad, empresario y músico. Colabora con la cadena de televisión TVN y el semanario Polityka.

## Resumen
Finalizó la educación secundaria en letras en el XXVII Liceo «Tadeusz Czacki» en Varsovia. Estudió periodismo en la Universidad de Varsovia, aunque no logró finalizar la carrera.
En 1990 debutó como director artístico de la compañía discográfica Arston. Fue responsable de la edición de álbumes de artistas como Kult, Reds, Apteka, Dezerter, Kolaboranci, Farben Lehre, Karcer o incluso T.Love. En 1993 ejerció como director del Festival de Rock de Jarocin. Ha producido videos musicales, en particular Wilków, Urszuli, Oddziału Zamkniętego, Roberta Janowskiego, Hey, IRY, Golden Life, Róż Europy. Ha diseñado también carátulas de discos. En los años 2000 y 2002 fue director de los servicios del portal Witualna Polska. Trabaja como animador músico.